# Atra Mors
Atra Mors (lateinisch Schwarzer Tod) ist das fünfte Studioalbum der Funeral-Doom-Band Evoken. Es wird zu den populärsten Veröffentlichungen des Genres gerechnet.

## Geschichte
Im Jahr 2010, nach den Aufnahmen der Split-EP Evoken/Beneath the Frozen Soil verließ das Gründungsmitglied Nick Orlando die Band aus privaten Gründen. so Aus der Urbesetzung der Band verblieb lediglich der Schlagzeuger Vince Verkay. Nach Orlandos Ausstieg nahm die Band Chris Molinari auf, dessen Einflüsse vermehrt bei Interpreten wie Katatonia und October Tide lagen. Molinari brachte damit neue Impulse und Ideen ein, nachdem die Band in der früheren Form eine hohe Vertrautheit im Songwriting besaß. Die personelle Veränderung brachte die Musiker, das Schreiben und das Gitarrenspiel zu erweitern. Neben Molinari waren an Atra Mors erstmals Keyboarder Don Zaros und Bassist Dave Wagner an Albumaufnahmen beteiligt. Jeder der Beteiligten konnte seine Einflüsse in die Musik einbringen. Alle Stücke wurden über längere Zeiträume viel geprobt und in den Aufnahmen weiterentwickelt.
Mit den Aufnahmen begann die Band im November 2011. Durch den Versuch die Aufnahmen in regelmäßigen Sitzungen an Wochenenden aufzunehmen, verzögerte sich der Prozess, da das Aufnahmestudio SoundSpa Studios in Edison Bands die Zeiträume in größeren Blöcken buchten vorzog. Dabei räumte Profound Lore Records der Band Freiraum zum eigenen Arbeiten gewährte, ohne viel Druck anzuwenden. Eine bestehende Frist, wurde der Band nicht oktroyiert, wodurch Evoken Ideen fließend im Studio umsetzen konnte. Trotz der Verzögerungen verlief laut Verkay der Aufnahmeprozess gänzlich reibungslos.

„It gave us the opportunity to really focus on what we were doing without thinking about time restraints or limits or having things done… It was really, really exciting.“

„Es gab uns die Möglichkeit, uns wirklich auf das zu konzentrieren was wir tun ohne ständig über Zeiteinteilungen oder Fristen oder die Erledigung von Dingen nachdenken zu müssen … Es war wirklich, wirklich aufregend.“

Steve DeAcutis, der Toningenieur und Koproduzent vermittelte der Band den Cellisten Brian Sanders, nachdem Evoken die Idee von Antithesis of Light aufgreifen wollte. Sanders besuchte die Band im Studio, hörte das vorbereitete Material und spielte seinen Teil ein. Musiker und Band verstanden sich auf Anhieb und vereinbarten gemeinsame Auftritte sowie die Option kommender Zusammenarbeiten.

## Albuminformationen
Das Konzeptalbum Atra Mors wurde am 31. Juli 2012 über Profound Lore Records als CD und Doppel-LP mit acht Titeln und einer Gesamtspielzeit von 67:11 Minuten veröffentlicht.

### Titelliste
1. Atra Mors: 11:54
2. Descent into Chaotic Dream: 11:14
3. A Tenebrous Vision: 02:19
4. Grim Eloquence: 09:40
5. An Extrinsic Divide: 10:11
6. Requies Aeterna: 01:59
7. The Unechoing Dread: 09:47
8. Into Aphotic Devastation: 10:07

### Konzept
Konzeptionell richtete Evoken Atra Mors auf das Leben in der Zeit der Pest aus. Texte, Gestaltung und Musik beziehen sich auf dieses Konzept. Die Atmosphäre des Albums sollte den inhaltlichen Tenor aufgreifen und laut Verkay dreckig, deprimiert und bedrückend wirken. Als Epoche der Menschheitsgeschichte „die niemand noch einmal erleben möchte“, die beinah gesamte Generationen auslöschte und in Trauer stürzte, sei das Geschehene für viele Unbegreiflich und nicht zu verarbeiten geblieben. Dennoch behielt die Musik „ein wenig Licht in der Dunkelheit“.

### Gestaltung
Die Gestaltung des Begleitmaterial zu dem Konzeptalbum wurde von Robert Høyem von At the Ends Design Co. übernommen. Høyem hatte bereits zuvor unter anderem Cover für Evande mit The Shortest Way, Helevorn mit Forthcoming Displeasures, Lethian Dreams mit Bleak Silver Streams gestaltet. Das Cover zeigt drei in bodenlange Roben gehüllte Figuren in einer Waldlandschaft die sich von dem betrachtenden Blick fortbewegen. Das Bild ist in einer grauen Färbung mit leichter Violett-Tönung gehalten. Es sei Fesselnd und Trist zugleich.

### Stil
In Relation zu A Caress of the Void „wirken die Songs auf ‚Atra Mors‘ […] um einiges unzugänglicher und unnahbarer“ und zugleich „weniger entrückt“.
Dabei habe Evoken sich von einstigen Haupteinflüssen „emanzipiert und arbeite[…] mit eigenen Trademarks.“ Das Album zeichnet sich durch sehr langsames, aber schweres, teils chaotisches Riffing und eine düstere Atmosphäre aus. Als Grundgerüst der Kompositionen nutzt die Band die Kombination aus tragisch wirkendem Keyboardspiel und der melodieführenden Leadgitarre. Dabei fügt das Keyboardspiel der Musik eine zusätzliche Melodieebene zu und begrenzt sich nicht auf bloße Untermalung. Der Gesang bleibt überwiegend aggressiv in einem tiefen Growling verhaftet, jedoch spricht John Paradiso auch vermehrt.
Das Album zeichnet sich durch geringes Tempo aus. Von A Tenebrous Vision mit einem Metrum von 71 bpm bis zu An Extrinsic Divide mit 134 bpm bleibt Atra Mors im Tempo des Funeral Doom. Die Tonart variiert zwischen den Stücken. Die beiden instrumentalen Interludes A Tenebrous Vision und Requies Aeterna wurden in e-Moll geschrieben, das Titelstück Atra Mors in b-Moll, Descent into Chaotic Dream in B-Dur, Grim Eloquence in F-Dur, An Extrinsic Divide in g-Moll, The Unechoing Dread in cis-Moll und Into Aphotic Devastation in E-Dur.

## Wahrnehmung
Dem Album gewidmeten Besprechungen in Webzines und Musikzeitschriften fielen durchgehend positiv aus. Atra Mors wurde als „Beispiel für die besten Arbeiten von Evoken“ oder direkt als „das beste Album der Band“ und eine gelungene Umsetzung die ihre Qualität „bis zum Ende bewahrt“ umfassend gelobt. Entsprechend schätzten Rezensenten das Atra Mors auch als eines der besten Alben des Jahres 2012, oder gar das beste Doom-Metal-Album im gesamten Spektrum der Stilrichtung.
Seither wird das Album als ein bedeutsames Referenzwerk des Genres herangezogen. So führte das Decibel im Jahr 2014 Atra Mors auf dem Platz 51 des Specials The Top 100 Doom Metal Albums of all Times. Das Album Antithesis of Light erreichte indes den 26. Platz. John Darnielle beschrieb Atra Mors in der zugehörigen Rezension als ein Album, in dem man sich verlieren könne. Auf Atra Mors sei Musik der Band völlig eigenständig und außerhalb der gängigen Stereotypen des Genres.